# Ihowanza
Ihowanza ist ein Verwaltungsbezirk (englisch Ward) des Distrikts Mufindi in der tansanischen Region Iringa.

## Geografie
Ihowanza liegt im südlichen Hochland von Tansania etwa 60 Kilometer Luftlinie südwestlich der Distrikthauptstadt Mafinga. Der Bezirk grenzt im Norden an Ikweha, im Osten an Maduma und Malangali, im Süden an Idunda und im Westen an Ipwani und Miyombweni der Region Mbeya. Bei der Volkszählung 2022 lebten 12.466 Menschen in 3056 Haushalten auf einer Fläche von 273 Quadratkilometern.

## Gliederung
Der Bezirk besteht aus vier Gemeinden (swahili Mtaa) mit 20 Orten (Kitongoji):
| Ihowanza - Ihowanza - Lwaniko - Kidingili - Mlimani - Idope - Mtamba - Makabila | Kiponda - Kiponda - Mhango - Ilangi - Ng'ongwizelu | Ipilimo - Iyayi - Ilalasimba - Ihanga - Ulonzi - Ivangilo | Kwatwanga - Mtaani - Mifugo - Ifyulilo - Udenyimende |

## Wirtschaft und Infrastruktur
- Landwirtschaft: Im Bezirk werden rund 28.000 Hühner, 5000 Rinder und 500 Ziegen gehalten.[7]
- Bildung: Die Ihowanza Secondary School ist eine staatliche weiterführende Tagesschule mit einer Ausbildung bis zur 4. Stufe.[8]